# The Tsuranga Conundrum
"The Tsuranga Conundrum" é o quinto episódio da décima primeira temporada da série de ficção científica britânica Doctor Who, transmitido originalmente através da BBC One em 4 de novembro de 2018. Foi escrito pelo showrunner e produtor executivo da série, Chris Chibnall, e sendo dirigido por Jennifer Perrott.
O episódio é estrelado por Jodie Whittaker como a Décima terceira Doutora, ao lado de Bradley Walsh, Tosin Cole e Mandip Gill como seus companheiros, Graham O'Brien, Ryan Sinclair e Yasmin Khan, respectivamente.

## Enredo
Enquanto saem em um planeta ferro-velho alienígena, a Doutora, Graham, Yasmin e Ryan são pegos na detonação de uma mina sônica. Eles acordam a bordo do Tsuranga, uma nave automatizada que viaja para uma estação espacial. Explorando a nave, a Doutora encontra alguns dos pacientes transportados – Eve Cicero, uma renomada general; seu irmão Durkas; o parceiro robô de Eva, Ronan; e Yoss, um homem grávido. Depois de ter acesso aos sistemas da nave, a Doutora, ao lado da enfermeiro-chefe Astos, percebe algo indo à nave. Eles percebem que é uma entidade alienígena, que entea e começa a danificar suas cápsulas de escape. Astos fica preso em uma que ele está inspecionando, e morre quando a cápsula é lançada no espaço e explode.
Ajudado por Mabli, colega de Astos, a Doutora descobre que a entidade é um Pting, uma criatura que come material não orgânico e é classificada como altamente perigosa. Também descobre que a nave será detonada remotamente se a estação espacial detectar a criatura a bordo, a equipe trabalha para evitar que isso aconteça. Enquanto Yasmin e Ronan defendem a fonte de energia da nave do Pting, Ryan e Graham se oferecem para ajudar Mabli com Yoss quando ele entra em trabalho de parto. Enquanto isso, a Doutora, Eve e Durkas se concentram em ganhar o controle manual da nave. Durante esse tempo, a Doutora descobre que Eva tem uma condição cardíaca crítica que pode matá-la se interagir com a nave. Apesar disso, Eva se sacrifica para proteger todos a bordo da nave, mantendo segura, antes que Durkas assuma o controle em seu lugar.
A Doutora de repente deduz que o Pting foi atraído em busca de fontes de energia, sua verdadeira fonte de alimento. Com esse conhecimento, ela retorna à fonte de energia, onde ela racionaliza que tem uma bomba à prova de falhas embutida. Removendo, ela prepara o dispositivo e o alimenta ao Pting, dando-lhe energia suficiente antes de descartá-lo para o espaço. Durkas traz com segurança o Tsuranga para a estação espacial, enquanto Ryan e Graham ajudam Yoss a produzir um bebê saudável. Antes de sair para recuperar sua TARDIS com os outros, a Doutora se junta a Mabli e os pacientes em homenagear a morte de Eva por sua coragem em protegê-los.

## Produção

### Desenvolvimento
A criatura Pting foi criada e nomeada pelo escritor Tim Price, que trabalhou na sala de histórias no início do desenvolvimento da temporada. Chibnall disse a Marcus Hearn, da Doctor Who Magazine, que a equipe amou o "nome brilhante e incomum para o alienígena".

### Elenco
Depois que o episódio de estreia, "The Woman Who Fell to Earth" foi transmitido, foi anunciado que Brett Goldstein, Lois Chimimba e Ben Bailey-Smith estariam entre os atores convidados que apareceriam na temporada. Interpretaram Astos, Mabli e Durkas Cicero respectivamente. "The Tsuranga Conundrum" também é estrelado por Suzanne Packer como Eve Cicero, David Shields como Ronan e Jack Shalloo como Yoss Inkl.

### Filmagens
A diretora australiana Jennifer Perrott veio ao Reino Unido para filmar "The Tsuranga Conundrum", juntamente com o sétimo episódio da temporada, "Kerblam!".

## Transmissão e recepção
| Críticas profissionais            | Críticas profissionais |
| Avaliações da crítica             | Avaliações da crítica  |
| Fonte                             | Avaliação              |
| --------------------------------- | ---------------------- |
| Rotten Tomatoes (Tomatometer)     | 88%                    |
| Rotten Tomatoes (Pontuação geral) | 6.0                    |
| Entertainment Weekly              | B-                     |
| Daily Mirror                      | [ 6 ]                  |
| Radio Times                       | [ 7 ]                  |
| The A.V. Club                     | B                      |
| The Independent                   | [ 9 ]                  |
| TV Fanatic                        | [ 10 ]                 |

### Audiência
"The Tsuranga Conundrum" foi assistido por 6,12 milhões de telespectadores durante a noite, uma participação de 29,5% da audiência total, tornando-se a segunda maior audiência durante a noite e a sexta maior audiência durante a semana. O episódio recebeu uma pontuação do índice de valorização do público-alvo (Appreciation Index) de 79.

### Recepção crítica
O episódio foi recebido com avaliações mistas. O Rotten Tomatoes deu ao episódio uma taxa de aprovação de 88%, com base de 17 críticos, e uma pontuação média de 6,0 / 10. O consenso crítico diz: "As cores verdadeiras sobem à superfície em 'The Tsuranga Conundrum' quando a equipe enfrenta emoções difíceis, confiança nova e caos iminente."